# Estilo sapino

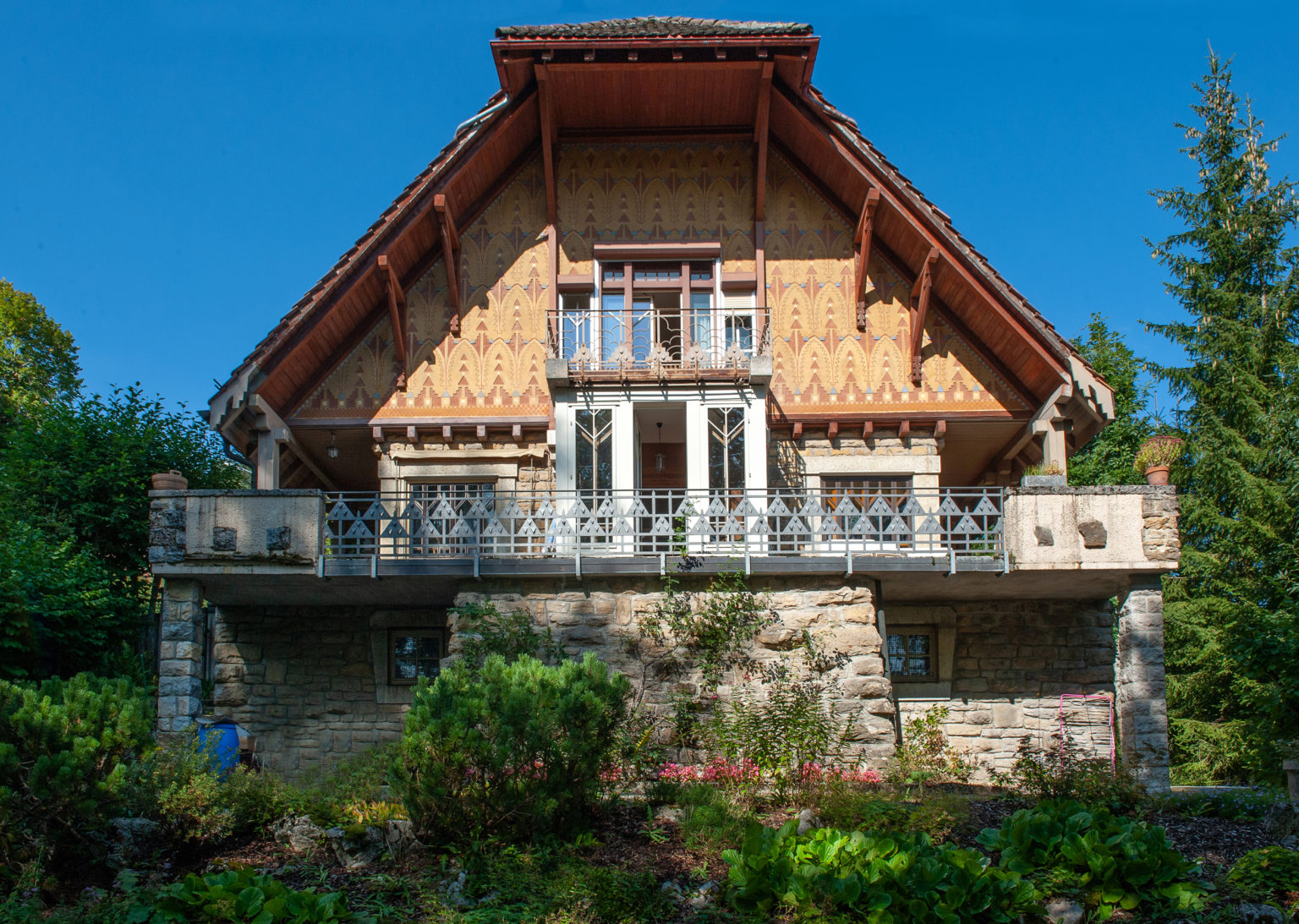
Villa Fallet, chalé de 1905. É uma das primeiras construções de Le Corbusier, projetada por este e por René Chapallaz_{(FR)} de acordo com o estilo sapino.

O estilo sapino ou sapinesco (em francês: Style sapin ou sapinesque, em alemão: Tannenstil, em inglês: Pine tree style) é uma variante regionalista do Art Nouveau que se desenvolveu no início do século XX na Suíça romanda, no cantão de Neuchâtel, em particular nas cidades relojoeiras de Le Locle e La Chaux-de-Fonds. É na Escola de Artes Aplicadas de La Chaux-de-Fonds que o estilo ganha forma, por inciativa do arquiteto e professor neocastelano Charles L'Eplattenier(FR).
O princípio básico ensinado por L'Eplattenier era que a arte deveria ser inspirada na natureza, neste caso nas coníferas, em particular nos abetos, que cobriam as montanhas do Jura ao redor da cidade.

## Origens do estilo sapino

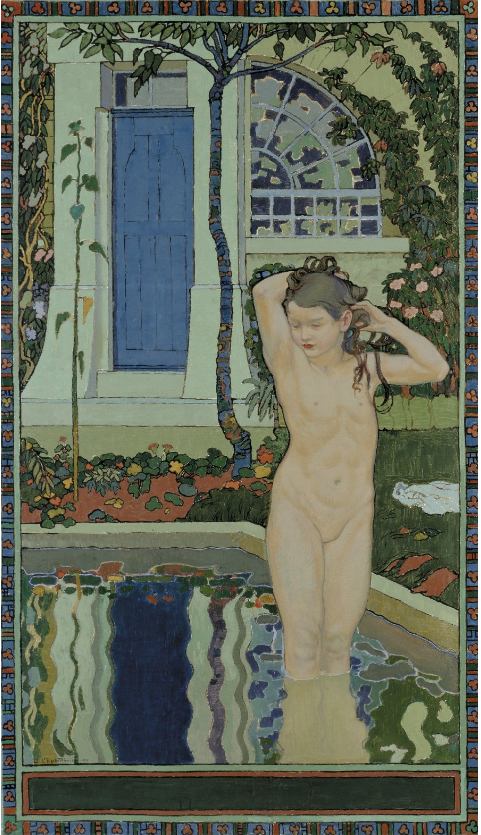
Charles L'Eplattenier_{(FR)}, Été, 1911, óleo sobre tela, 234 × 135 cm, Museu de Belas Artes de La Chaux-de-Fonds_{(FR).}

Na industrial La Chaux-de-Fonds, conhecida por sua produção relojoeira, os debates estéticos em relação à arquitetura e às artes decorativas ganhavam cada vez mais espaço no início do século XX. Na época, constatou-se que a industrialização conduzia certa deformação às cidades, o que fez com que muitos arquitetos e decoradores adererissem a variantes arquitetônicas mais campestres e vernáculas, priorizando as expressões culturais anteriores e um tipo de "fuga" ao imaginário industrial. Assim, o desenvolvimento do estilo sapino tem suas raízes nos ensinamentos do arquiteto e professor Charles L'Eplattenier e em seus alunos na Escola de Artes Aplicadas.
L'Eplattenier abriu um curso superior de arte e decoração e passou a lecioná-lo em 1905, destinando-o aos seus melhores alunos, tais como Le Corbusier, na época Charles-Edouard Jeanneret. Seu objetivo era proporcionar uma formação artística paralela à prática industrial destinada à relojoaria, que era o ensinado até então. Ele declarou que "a natureza é a única inspiração" e incentivou seus alunos a estudarem as plantas, tanto botânica quanto artisticamente, fazendo-os caminhar na mata e observar diretamente a natureza para extrair dela as leis fundamentais da geometria e da harmonia, via estilização de formas.
No seu relatório oficial à administração escolar, L'Eplattenier escreveu que "a base dos nossos estudos e ornamentos continua sempre o abeto. Esta árvore, em suas diferentes idades, em sua totalidade ou em detalhe, oferece um recurso decorativo inesgotável... O grande cardo prateado, as gencianas, bem como nossa jurássica vida selvagem, acrescentam-nos uma riqueza considerável."
Um dos principais representantes do movimento em seu início foi Le Corbusier, um aluno privilegiado de L'Eplattenier. Apesar da designação "estilo sapino" não ter sido cunhada na época e de seu movimento não ser uma escola propriamente dita, Le Corbusier já falava dele com seu mestre em 1908: "Você criou em [La Chaux-de-Fonds] um movimento artístico relevante, pois se baseia essencialmente, por um lado, na natureza e, por outro, na probidade dos meios de execução." Este movimento foi posteriormente teorizado pelos próprios L'Eplattenier e Le Corbusier, mas também por Georges Aubert(FR) e Léon Perrin(FR).

## Características sapinescas

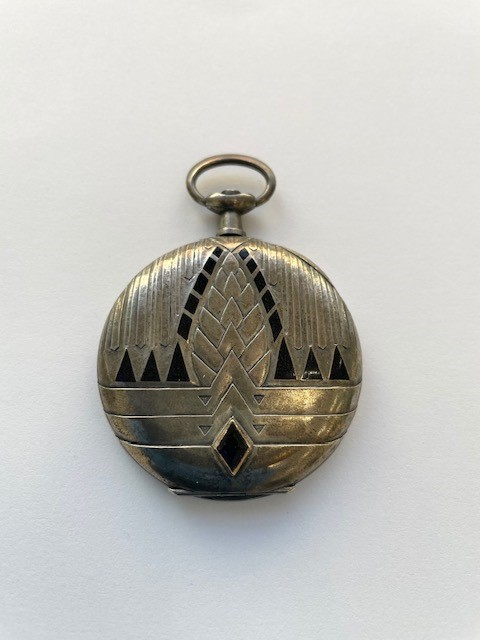
Aluno(s) da Escola de Artes Aplicadas de La Chaux-de-Fonds, Boîte de montre pive et émail, 1905-1906.

Baseado nas teorias de arte ornamental de John Ruskin, Owen Jones e Eugène Grasset(FR), o estilo sapin é uma variante particular do Art Nouveau, enraizada na flora e na fauna das regiões do Jura e de Neuchâtel. Já não mais se trata de utilizar o "coup de fouet", caro a Victor Horta e Hector Guimard, mas de procurar o movimento no ritmo poético do horizonte do Jura. Assim, os artistas desenvolvem um vocabulário decorativo cujo motivo principal é o abeto, já presente na pintura jurassiana do século XIX. Embora a conífera apareça nos trabalhos dos alunos a partir de 1903, mesmo antes de ser reutilizada como motivo geométrico, a conífera estilizada foi posteriormente utilizada sob diversas formas, incluindo a pinha.
Os professores e os alunos da escola colaboraram em projetos decorativos de grande envergadura, nos quais o abeto, a genciana e outros símbolos da fauna e da flora locais foram reinterpretados na arquitetura, mas também em técnicas tão variadas como o vitral, o mosaico, o metal em relevo, o ferro forjado, a pintura decorativa, a carpintaria, a cerâmica, a escultura, o mobiliário e a iluminação.

Jules Courvoisier_{(FR),} Vitral na capela de Cernier-Fontainemelon, 1907.

## Evolução do movimento
Por iniciativa de L'Eplattenier, Le Corbusier, Léon Perrin e Georges Aubert, em 1910 foi criada a Oficina de Artes Reunidas. Tal como outras em Viena, Glásgua, Munique e Darmstadt, esta oficina produzia as artes decorativas para o comércio. Em 1911, sob o mesmo impulso, L'Eplattenier fundou com seus antigos alunos, agora professores, uma seção independente na Escola de Artes Aplicadas de La Chaux-de-Fonds. Imaginou-se torná-la uma plataforme de Art Nouveau de alcance internacional, seguindo o exemplo de outros centros artísticos europeus.
Desta forma, o estilo sapino integrou-se à produção industrial local, como a relojoaria. Isto fez com que os estudantes recorressem à normalização do estilo para facilitar sua comercialização, "correndo o risco de [o movimento] se tornar uma etiqueta". Além disso, as querelas políticas e as divergências entre L'Eplattenier e os outros professores da Escola de Artes Aplicadas de La Chaux-de-Fonds, bem como sua ruptura pessoal e profissional com Le Corbusier, não criaram um ambiente propício ao desenvolvimento e florescimento sapinesco. Por estas razões, mas também pelo fato de ser muito tarde para deixar sua marca no panorama Art Nouveau, o estilo sapino não conseguiu estabelecer-se de forma duradoura.

## Principais representantes

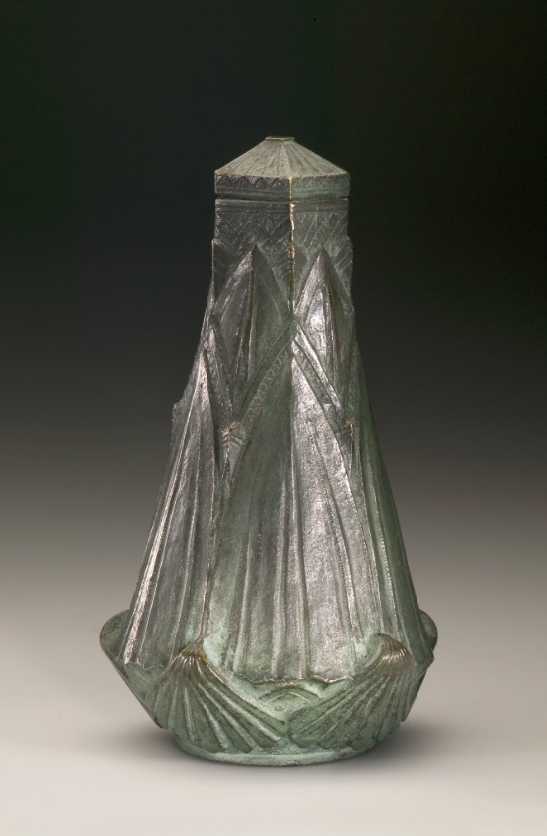
Charles Reussner_{(EN)}, frasco de perfume, 1908.

A produção mais famosa da Escola de Artes Aplicadas de La Chaux-de-Fonds foi a Villa Fallet, chalé projetado em 1906 por Le Corbusier, então Charles-Edouard Jeanneret, que incluiu um friso com motivos inspirados pelo abeto na porta da frente. Os alunos produziram uma variedade de outros objetos decorativos. Uma coleção de 108 obras sapinescas foi apresentada Exposição Universal de 1906, em Milão. Também, a artista Henriette Grandjean(FR) produziu numerosas obras neste estilo, que hoje se encontram no Museu de Orsay, em Paris.
Os principais representantes do estilo sapino foram:
- Charles L'Eplattenier
- Sophie L'Eplattenier(FR)
- Le Corbusier
- René Chapallaz(FR)
- Henriette Grandjean
- Jules Courvoisier(FR)
- André Evard(FR)
- Marie-Louise Goering(FR)
- Charles Humbert(FR)
- Léon Perrin
- Georges Aubert
- Charles-Clos Olsommer(FR)
- Charles Reussner(EN)
- Jeanne Perrochet(FR)

## Arquitetura e decoração

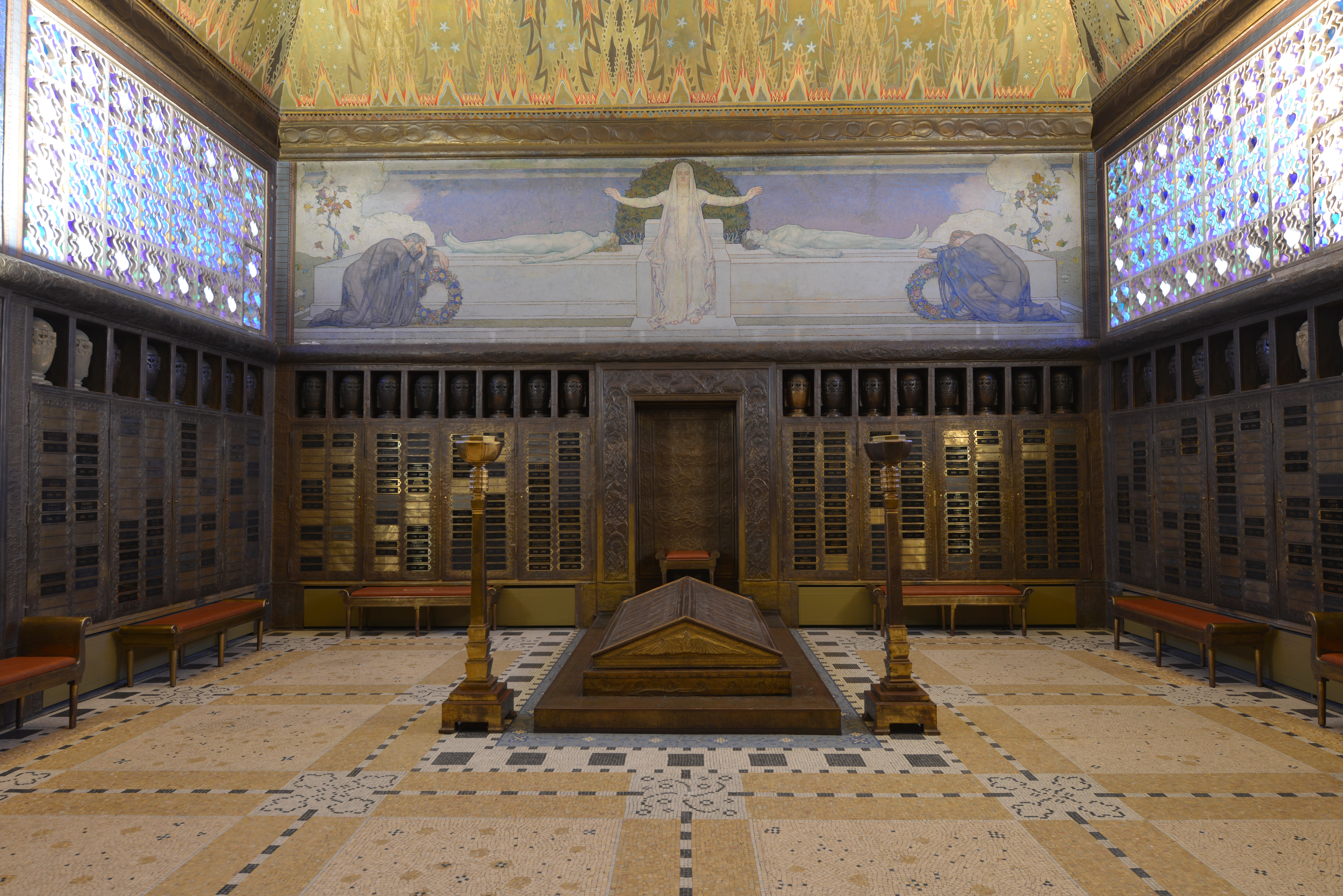
Sala cerimonial do Crematório La Chaux-de-Fonds, construída em 1908-1909 por Robert Belli e Henri Robert e depois decorada por alunos da Escola de Artes Aplicadas em 1909-1912

Charles L'Eplattenier incentivou os alunos do curso superior da Escola de Artes de La Chaux-de-Fonds a envolverem-se em projetos coletivos que combinam arquitetura e artes decorativas. Os principais exemplos de arte completa ou gesamtkunstwerk do estilo sapin são o crematório de La Chaux-de-Fonds, a sala de música de Charles-Rodolphe Spillmann, a Villa Fallet e a decoração do Pavilhão Hirsch do Observatório Cantonal de Neuchâtel.

## Galeria de obras doestilo sapino

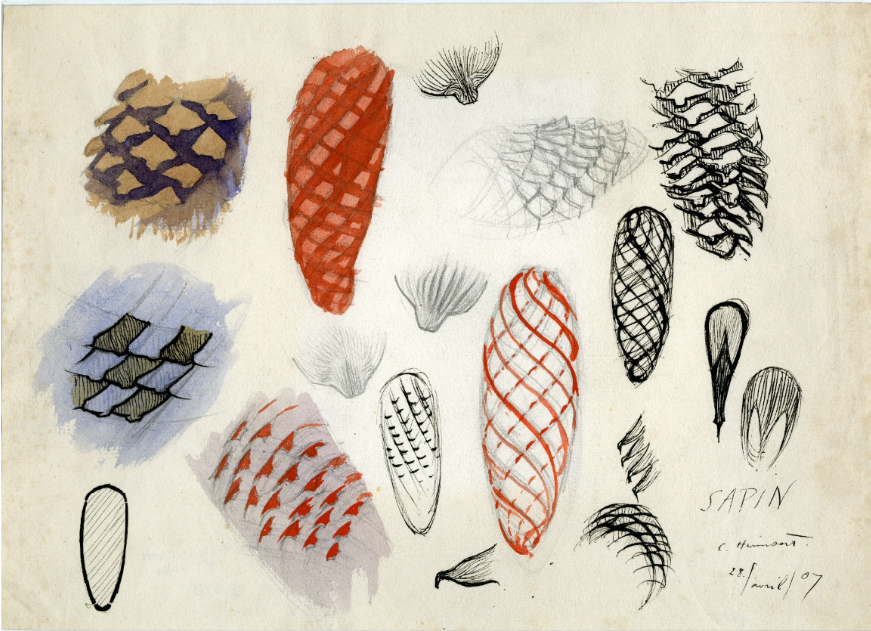
Charles Humbert, Sapins, 1907,Museu de Belas Artes La Chaux-de-Fonds.
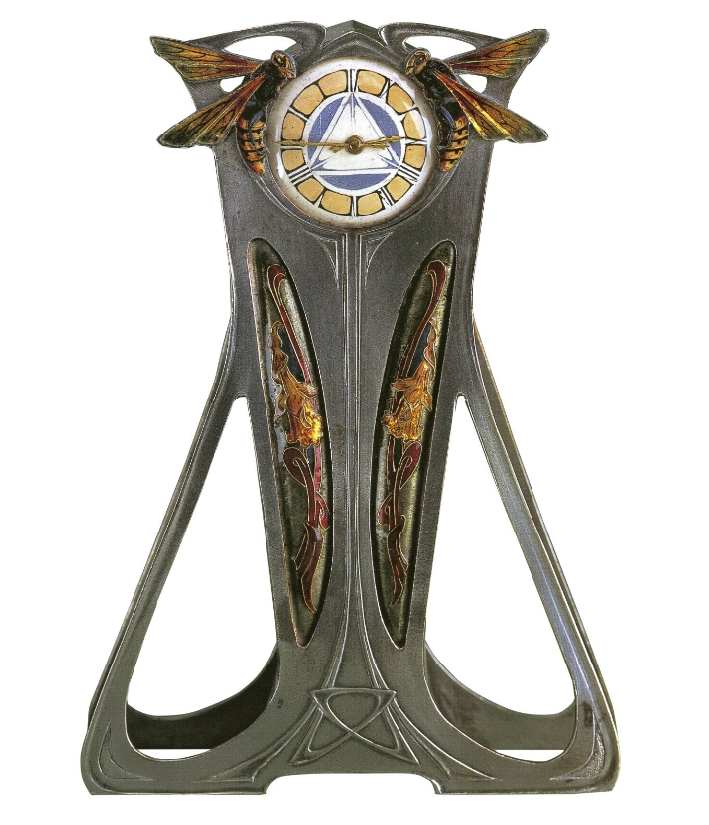
Aluno(s) da Escola de Arte de La Chaux-de-Fonds, Relógio de mesa, 1906, Museu de Belas Artes de La Chaux-de-Fonds.
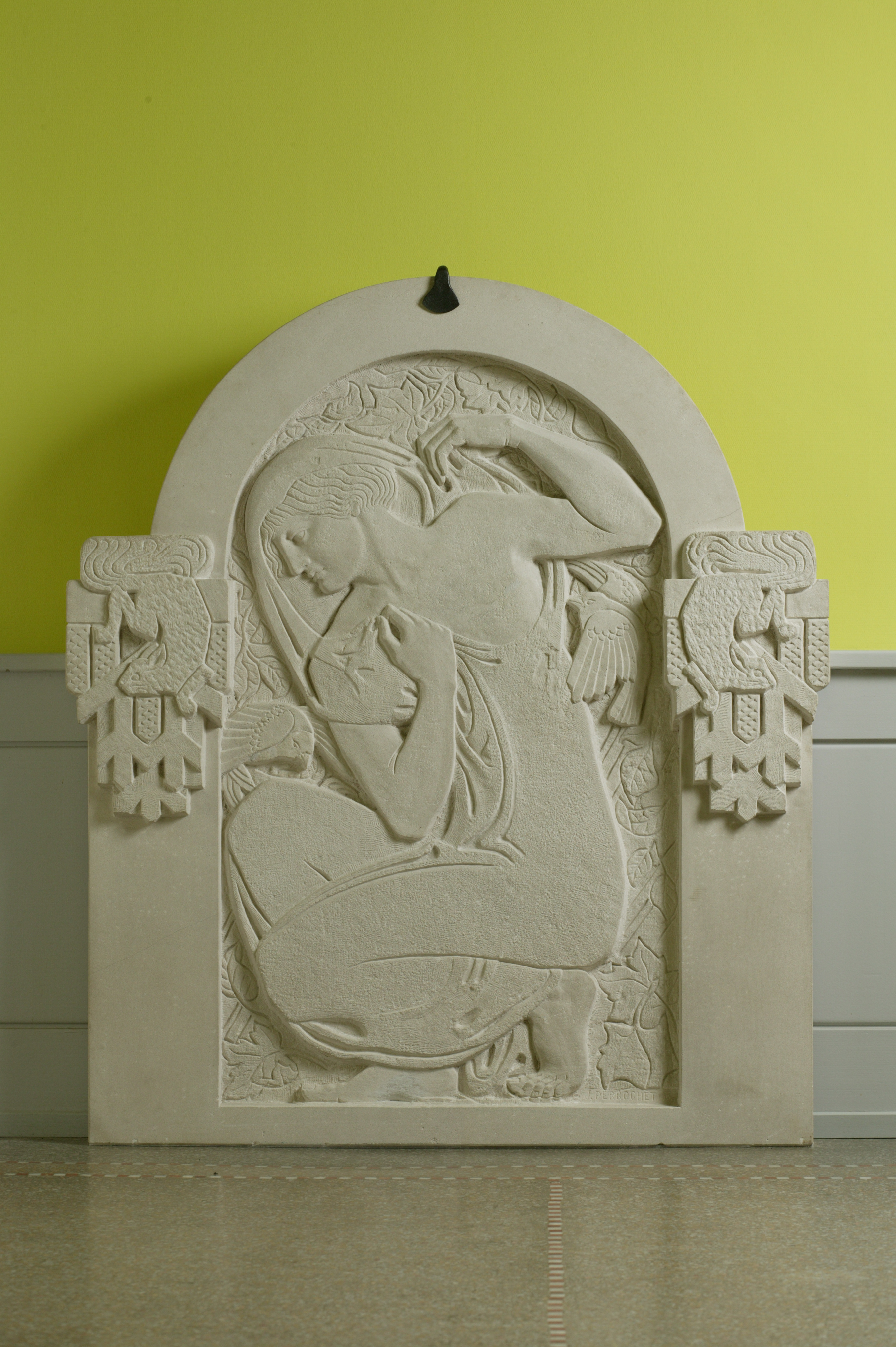
Jeanne Perrochet, Femme drapée (1908-1911).